# Whisky-cola
Whisky-cola is een longdrinkcocktail die bestaat uit whisky of bourbon aangelengd met cola. Zoals bij vele cocktails is ijs een vereiste. Ter garnering kan eventueel een citroen worden toegevoegd (in de volksmond 'feestje').
Vaak gebruikte whisky's zijn de blended whisky’s:
- Johnnie Walker
- Glen Talloch
- Grant's
- White Lion
- The Famous Grouse

Of als bourbon:
- Four Roses
- Jim Beam
- Wild Turkey
- Maker's Mark

Of als Tennessee whiskey:
- Jack Daniel's